# Oxyhammus zanguebaricus
Oxyhammus zanguebaricus là một loài bọ cánh cứng trong họ Cerambycidae.